# Городокский район (Витебская область)
Городо́кский район (бел. Гарадо́цкі раён) — административная единица на северо-востоке Витебской области Республики Беларусь. Административный центр — город Городок.
Численность населения — 19 954 человек (на 1 января 2025 года).

## Административное устройство
В районе 9 сельсоветов:
- Бычихинский
- Вайханский
- Вировлянский
- Долгопольский
- Езерищенский
- Межанский
- Пальминский
- Первомайский
- Стодолищенский

10 декабря 1986 года упразднён Конашинский сельсовет, 26 июня 1997 года упразднён Пролетарский сельсовет. 29 апреля 2004 года упразднены Холомерский, Прудникский, Зайковский, Веречский, Газьбинский, Марченский, Хмельникский сельсоветы, населённые пункты были переданы соседним сельсоветам. В 2013 году был упразднён Гуркинский  сельсовет. В сентябре 2018 года был упразднён Руднянский сельсовет, его населённые пункты включены в состав Межанского и Езерищенского сельсоветов.

## География
Территория — 2980 км² в пределах Городокской возвышенности.
Граничит с Витебским, Шумилинским, Полоцким районами Витебской области и Невельским районом Псковской области.
Основные реки — Оболь, Овсянка, Ловать.
Крупнейшие озёра — Езерище, Лосвидо, Вымно, Кошо, Тиосто, Межа, Плав, Берново, Черново. 

В водоёмах на территории района встречается водяной орех — редкий вид, охраняемый также в Российской Федерации, Литве, Латвии, Украине, Польше.
Около Городка расположен так называемый Бас-остров — неофициальное название полуострова между озёрами Луговое и Ореховое. Расположен на территории Вайханского сельсовета. В соответствии с разработанным градостроительным проектом общего планирования «Генеральный план города Городка Витебской области», данная территория предусматривается к включению в городскую черту Городка и использованию в качестве рекреационной зоны, предназначенной для организации массового отдыха. 

## Геральдика
Герб  учреждён Указом Президента Республики Беларусь от 20 января 2006 года № 36 и зарегистрирован в Государственном геральдическом регистре Республики Беларусь 6 февраля 2006 года № Б-73. Утверждён решением Городокского районного Совета депутатов от 25 сентября 2002 года № 16-4. 
Флаг учреждён Указом Президента Республики Беларусь от 28 февраля 2011 года № 86 и зарегистрирован в Государственном геральдическом регистре 15 марта 2011 года № Б-189. Утверждён решением Городокского районного исполнительного комитета от 24 мая 2010 года № 541.

## История
После I раздела Речи Посполитой в 1772 г. образован Городокский уезд. С 1776 года входил в состав Полоцкой, с 1796 г. — Белорусской, с 1802 г. — Витебской губерний. В 1897 году уезд состоял из 21 волости.
17 июля 1924 г. образован Городокский район в составе Витебского округа. Район делился на 13 сельсоветов. В 1930 году, после упразднения округа, район перешёл в прямое республиканское подчинение. С 1938 года — в составе Витебской области.
Накануне Великой Отечественной войны в районе работали 4 лесопильных, кирпичный, гончарный, 3 смолокуренных, винодельный, заводы, 4 маслозавода и 2 льнозавода, а также 7 мельниц, 2 бондарные, 2 швейные, трикотажная и кузнечно-слесарная мастерские. Три МТС района имели 107 тракторов, 19 комбайнов и другую технику. Действовали 76 школ, 4 больницы, 8 фельдшерско-акушерских пунктов, 16 киноустановок и 36 торговых точек.
В северной части современной территории района существовал Меховский (Езерищенский) район, объединённый с Городокским в 1962 году.

### В годы Великой Отечественной войны
Район был оккупирован немецко-фашистскими войсками в середине июля 1941 года.
На территории района действовали партизанские 1-я Белорусская, 2-я Белорусская имени Пономаренко, 4-я Белорусская, Богушевская, имени Ленина, имени Кутузова, имени Краснознамённого Ленинского комсомола бригады, бригада «За Советскую Белоруссию» (командир — Романов П. М.) и отдельные партизанские отряды, подпольные райкомы КП(б)Б (09.09.1942—04.11.1943) и ЛКСМБ (23.07.1942—04.11.1943). Партизанами были уничтожены гарнизоны на станции Бычиха, в деревне Смоловка. Велись активные боевые действия, действовали знаменитые Суражские ворота. На оз. Ведрица зимой садились самолёты, доставлявшие партизанам оружие, снаряжение, боеприпасы. Активная партизанская деятельность вызывала многочисленные карательные операции («Зимний лес» (декабрь 1942 — январь 1943), «Майская гроза», «Шаровая молния» (февраль — март 1943) и др.), в ходе которых было убито большое количество мирных граждан. Так, во время карательной экспедиции в марте 1943 г. фашисты уничтожили тысячи мирных жителей, ушедших в Щелбовские леса.
Район освобождён в конце декабря 1943 года войсками 11-й гвардейской армии 1-го Прибалтийского фронта в ходе Городокской наступательной операции. В 1944 г. в деревне Сурмино (у озера Белое) располагался штаб 1-го Прибалтийского фронта.

### Послевоенный период
20 января 1960 года в состав района передан Конашинский сельсовет из состава упразднённого Суражского района. 
25 декабря 1962 года в состав образованного Городокского района переданы упразднённый Езерищенский район и населённые пункты: Глушица, Горелая Гряда, Городище, Заполье, Заложное, Затишье, Замостье, Колышки, Корость, Куксы, Концы, Пономари, Рудня, Слесари, Соломенка, Ставица, Суровни, Труховка, Хрипки и Шавеки Козьянского сельсовета Шумилинского района. 
18 марта 1963 года в состав Городокского района был передан Мишневичский сельсовет Полоцкого района, который 2 августа 1966 года был передан Шумилинскому району.

### Городок — местечко
В 1920-е годы в Городке проживало три тысячи евреев, в городе было 8 синагог, в том числе 2 каменные. В 20-е—30-е годы многие синагоги закрылись. Первая синагога города была закрыта в 1923 году, ещё три синагоги было закрыто в 1929 году. До 1939 года были закрыты все синагоги Городка. В 1939 году в Городке проживало 707 евреев.
20 октября 1995 года административные единицы Городокский район и город Городок, имеющие общий административный центр, объединены в одну административную единицу — Городокский район.

## Демография
Численность населения — 19 954 человек (на 1 января 2025 года), в том числе городское — 12 332 человек (Городок — 11 321 человек, Езерище — 1 011 человек), сельское — 7 622 человек.
Население района составляет 20 769 человек, в том числе в городских условиях живут около 12 652 человек (на 1 января 2023 года).
| Численность населения: | Численность населения: | Численность населения: | Численность населения: | Численность населения: | Численность населения: | Численность населения: | Численность населения: | Численность населения: |
| 1970                   | 1979                   | 1989                   | 1996                   | 2001                   | 2002                   | 2003                   | 2004                   | 2005                   |
| ---------------------- | ---------------------- | ---------------------- | ---------------------- | ---------------------- | ---------------------- | ---------------------- | ---------------------- | ---------------------- |
| 44 810                 | ▼40 304                | ▼38 197                | ▼36 636                | ▼33 410                | ▼32 540                | ▼31 807                | ▼30 834                | ▼30 070                |
| 2006                   | 2007                   | 2008                   | 2009                   | 2010                   | 2011                   | 2012                   | 2013                   | 2014                   |
| ▼29 349                | ▼28 759                | ▼28 147                | ▼27 391                | ▼26 580                | ▼25 644                | ▼24 930                | ▼24 248                | ▼24 012                |
| 2015                   | 2016                   | 2017                   | 2018                   | 2019                   | 2020                   | 2021                   | 2022                   | 2023                   |
| ▼23 654                | ▼23 325                | ▼22 999                | ▼22 720                | ▼22 352                | ▼22 061                | ▼21 644                |                        | ▼ 20 769               |
| 2024                   | 2025                   |                        |                        |                        |                        |                        |                        |                        |
|                        | ▼19 954                |                        |                        |                        |                        |                        |                        |                        |

| Национальный состав по переписи 2019 года                                             | Национальный состав по переписи 2019 года | Национальный состав по переписи 2019 года | Национальный состав по переписи 2019 года | Национальный состав по переписи 2019 года | Национальный состав по переписи 2019 года | Национальный состав по переписи 2019 года | Национальный состав по переписи 2019 года | Национальный состав по переписи 2019 года | Национальный состав по переписи 2019 года | Национальный состав по переписи 2019 года | Национальный состав по переписи 2019 года | Национальный состав по переписи 2019 года | Национальный состав по переписи 2019 года | Национальный состав по переписи 2019 года |
| Всего (2019)                                                                          | белорусы                                  | белорусы                                  | русские                                   | русские                                   | украинцы                                  | украинцы                                  | поляки                                    | поляки                                    | цыгане                                    | цыгане                                    | литовцы                                   | литовцы                                   | татары                                    | татары                                    |
| ------------------------------------------------------------------------------------- | ----------------------------------------- | ----------------------------------------- | ----------------------------------------- | ----------------------------------------- | ----------------------------------------- | ----------------------------------------- | ----------------------------------------- | ----------------------------------------- | ----------------------------------------- | ----------------------------------------- | ----------------------------------------- | ----------------------------------------- | ----------------------------------------- | ----------------------------------------- |
| 22 158                                                                                | 18 759                                    | 84,66%                                    | 2429                                      | 10,96%                                    | 248                                       | 1,12%                                     | 46                                        | 0,21%                                     | 22                                        | 0,1%                                      | 18                                        | 0,08%                                     | 16                                        | 0,07%                                     |
|                                                                                       |                                           |                                           |                                           |                                           |                                           |                                           |                                           |                                           |                                           |                                           |                                           |                                           |                                           |                                           |
| Национальный состав по переписи 2009 года                                             |                                           |                                           |                                           |                                           |                                           |                                           |                                           |                                           |                                           |                                           |                                           |                                           |                                           |                                           |
|                                                                                       | белорусы                                  | белорусы                                  | русские                                   | русские                                   | украинцы                                  | украинцы                                  | цыгане                                    | цыгане                                    | поляки                                    | поляки                                    | молдаване                                 | молдаване                                 | евреи                                     | евреи                                     |
| Всего                                                                                 | 23 763                                    | 88,8%                                     | 2466                                      | 9,22%                                     | 262                                       | 0,98%                                     | 46                                        | 0,17%                                     | 34                                        | 0,13%                                     | 22                                        | 0,08%                                     | 19                                        | 0,07%                                     |
| городское                                                                             | 12 956                                    | 89,09%                                    | 1299                                      | 8,93%                                     | 140                                       | 0,96%                                     | 26                                        | 0,18%                                     | 22                                        | 0,15%                                     | 8                                         | 0,06%                                     | 19                                        | 0,13%                                     |
| сельское                                                                              | 10 807                                    | 88,46%                                    | 1167                                      | 9,55%                                     | 122                                       | 1%                                        | 20                                        | 0,16%                                     | 12                                        | 0,1%                                      | 14                                        | 0,11%                                     | 0                                         | 0                                         |
|                                                                                       |                                           |                                           |                                           |                                           |                                           |                                           |                                           |                                           |                                           |                                           |                                           |                                           |                                           |                                           |
| Национальный состав по переписи 1959 года (всего — 27 331) (без Езерищенского района) |                                           |                                           |                                           |                                           |                                           |                                           |                                           |                                           |                                           |                                           |                                           |                                           |                                           |                                           |
|                                                                                       | белорусы                                  | белорусы                                  | русские                                   | русские                                   | евреи                                     | евреи                                     | украинцы                                  | украинцы                                  | поляки                                    | поляки                                    |                                           |                                           |                                           |                                           |
| Всего                                                                                 | 25 307                                    | 92,59%                                    | 1318                                      | 4,82%                                     | 482                                       | 1,76%                                     | 133                                       | 0,49%                                     | 27                                        | 0,1%                                      |                                           |                                           |                                           |                                           |

В 2018 году 15,1% населения района было в возрасте моложе трудоспособного, 51,4% — в трудоспособном, 33,5% — старше трудоспособного. В 2017 году коэффициент рождаемости составил 8,9 на 1000 человек (один из самых низких показателей в Витебской области), коэффициент смертности — 21,1 (средние коэффициенты рождаемости и смертности по Витебской области — 9,6 и 14,4, по Республике Беларусь — 10,8 и 12,6). В 2017 году в районе родилось 204 и умерло 485 человек. Сальдо внутренней миграции положительное (в 2017 году — +138 человек, но ранее, в частности, в 2014—2015 годах, было отрицательным).
В 2017 году в районе было заключено 134 брака (5,8 на 1000 человек) и 57 разводов (2,5 на 1000 человек); средние показатели по Витебской области — 6,4 и 3,4 на 1000 человек, по Республике Беларусь — 7 и 3,4 на 1000 человек соответственно.

## Экономика
Средняя зарплата в районе составляет 80,8% от среднего уровня по Витебской области (2017 год). В 2017 году в районе было зарегистрировано 97 микроорганизаций и 7 малых организаций. В 2017 году 27,9% организаций района были убыточными (в 2016 году — 30%), что является одним из самых высоких показателей в Витебской области. В 2015—2017 годах в реальный сектор экономики района поступило 5,8 млн долларов иностранных инвестиций, более половины из которых составили прямые инвестиции.
Выручка предприятий и организаций района от реализации продукции, товаров, работ, услуг за 2017 год составила 95,7 млн рублей (около 48 млн долларов), в том числе 52,6 млн рублей пришлось на сельское, лесное и рыбное хозяйство, 18,9 млн на промышленность, 1,5 млн на строительство, 17,6 млн на торговлю и ремонт.

### Промышленность
Крупнейшие предприятия района:
- РКП «Центр утилизации авиационных средств поражения», деревня Прудок (производит промышленные взрывчатые вещества);
- ООО «ЛанатексБел» (производство трикотажных изделий);
- КУПП «Предприятие котельных и тепловых сетей» (теплоснабжение, производство столярных изделий).

Действует также предприятие по производству минерально-солевых брикетов для животноводства СП «Фидбел».

### Сельское хозяйство
Под зерновые культуры в 2017 году было засеяно 10,5 тыс. га пахотных площадей, под кормовые культуры — 18,3 тыс. га. Валовой сбор зерновых и зернобобовых в 2017 году составил 22 тыс. т (средняя урожайность — 22 ц/га).
На 1 января 2018 года в сельскохозяйственных организациях района (без учёта фермерских и личных хозяйств населения) содержалось 13,9 тыс. голов крупного рогатого скота (в том числе 5,9 тыс. коров), 42,2 тыс. свиней, 690,7 тыс. голов птицы. По поголовью свиней район находится на четвёртом месте в Витебской области, по поголовью птицы — на втором. За 2017 год было произведено 7415 т мяса (в убойном весе) и 29 255 т молока, а также 141 млн яиц (первое место в Витебской области).

### Транспорт
По территории района проходит магистраль М8 — участок европейского маршрута E 95, автодороги на Шумилино, Усвяты, Витебск, Невель.

Пассажирские перевозки по территории района обеспечиваются автобусными маршрутами от автостанции Городка и автовокзала Витебска, а также дизельными пригородными поездами от железнодорожного вокзала станции «Витебск».

### Внешняя торговля
В 2017 году предприятия района экспортировали товаров на сумму 11,9 млн долларов, импортировали на 3,6 млн долларов (сальдо — 8,3 млн долларов). 86,3% экспорта приходится на Российскую Федерацию, 11,1% — на Литву, 1,53% — на Латвию, 0,58% — на Бельгию. Осуществляются экспортные поставки в Германию, Кыргызстан, Нидерланды, Францию.
В Езерище действует оптово-логистический центр для хранения, сортировки и подготовки к экспорту сельскохозяйственной продукции в Россию.

## Здравоохранение
В 2017 году в учреждениях Министерства здравоохранения Республики Беларусь насчитывалось 43 практикующих врача (18,8 в пересчёте на 10 тысяч человек; средний показатель по Витебской области — 37, по Республике Беларусь — 40,5) и 206 средних медицинских работников. В лечебных учреждениях района насчитывалось 163 больничных койки (71,1 в пересчёте на 10 тысяч человек; средний показатель по Витебской области — 80,5, по Республике Беларусь — 80,2). По обеспеченности населения врачами район находится на одном из последних мест в Витебской области.

## Культура и образование
Действует районный краеведческий музей в Городке с 31,3 тыс. музейных предметов основного фонда. В 2016 году музей посетили 7,2 тыс. человек. 
В 2017 году в районе действовало 10 учреждений дошкольного образования (включая комплексы «детский сад — школа») с 680 детьми. В 2017/2018 учебном году действовало 10 учреждений общего среднего образования (в 2010/2011 учебном году — 20), в которых обучалось 2087 учеников. Учебный процесс в школах обеспечивали 184 учителя (в 2010/2011 учебном году — 405).

## Религия
В районе зарегистрировано 14 православных общин, а также по одной общине евангельских христиан-баптистов, католиков, христиан веры евангельской (пятидесятников).

## События и мероприятия
- В 2014 году прошёл республиканский фестиваль "Дажынкi"[57].
- 2-3 сентября 2023 года — XXX День белорусской письменности в Городке[58][59][60]

## Достопримечательности
- Латышский молитвенный дом начала XX века в деревне Поташня. Рядом латышское кладбище. Захоронения XIX — начала XX века.
- Здания почтовых станций XIX века в Городке и деревне Кузьмино Бычихинского сельсовета
- Деревянный костёл в деревне Ремни
- Каменная церковь в деревне Кабище Пальминского сельсовета (1878[61], архитектор А. Н. Клементьев[бел.][62]).
- Руины замка в посёлке Езерище.
- Памятник Ленину XX века в городе Городке на улице Ленинской. Рядом Музыкальная школа.
- Фрагменты помещичьей усадьбы и парка в посёлке Пальминка
- Языческие курганы в деревне Межа
- Почтовая станция в д. Кузьмино[63]
- Городище днепро-двинской культуры и селище банцеровской культуры у деревни Казиново Вайханского сельсовета на берегу реки Усыса.
- В деревне Прудники Вайханского сельсовета растёт дуб-великан, возраст которого, по некоторым оценкам, около 650 лет[64].

### Памятник природы, заказник
- «Корытенский Мох» — республиканский заказник[65]
- «Суражский» — заказник местного значения

## Фотогалерея

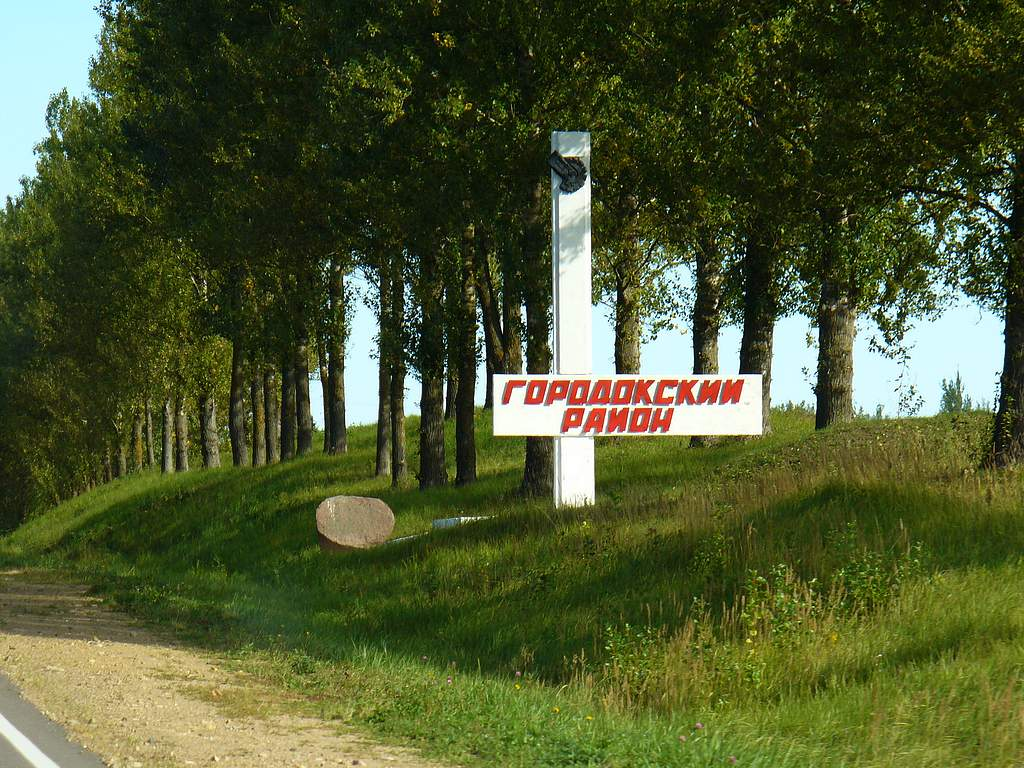
Знак на границе Городокского и Витебского районов на трассе Витебск-Санкт-Петербург

## СМИ
С марта 1919 года издаётся районная газета «Гарадоцкі веснік» (рус. Городокский вестник).